# Zeromancer
Zeromancer is een Noorse band geformeerd in 1999 door leden van de band Seigmen. De huidige line-up is Alex Møklebust (zang), Kim Ljung (basgitaar en achtergronzang), Noralf Ronthi (drum) Lorry Kristiansen (programmering) en Dan Heide (gitaar). Tot op heden hebben ze zes studioalbums uitgebracht.
In 2000 had de band een clubhit met de single Clone Your Lover. Dit is ook de naam van hun debuutalbum. De muziekvakbladen in Duitsland gaven het album een hoge waardering. Zeromancer toerde onder andere met Covenant, Apoptygma Berzerk, The 69 Eyes en Project Pitchfork.
In de zomer van 2009 staan ze op het M'era Luna-festival in Hildesheim Duitsland

## Stijl
De stijl van Zeromancer valt grotendeels binnen de categorie industrial rock. Ze kunnen geplaatst worden tussen bands als Nine Inch Nails, KMFDM, Die Krupps, Oomph!, en Rammstein. Elementen uit de synthpop komen af en toe voor in nummers. Dan dringen zich vergelijkingen op met bands zoals Depeche Mode.

## Zijprojecten
- Ljungblut (Kim Ljung)
- Megaton (Noralf Ronthi)
- Bermuda Triangle (featuring Alex Møklebust)
- Vampire State Building (Erik Ljunggren)
- Red 7 (Lorry Kristiansen)
- Affected (Chris Schleyer)

## Discografie

### Studioalbums
- 2000: Clone Your Lover Norway #7 [dode link]
- 2001: Eurotrash Norway #21
- 2003: Zzyzx Norway #18
- 2009: Sinners International Norway #23 [dode link]
- 2010: The Death of Romance
- 2013: Bye-Bye Borderline
- 2021: Orchestra of knives

### Singles/ep's
- 2000: Clone Your Lover (Single)
- 2001: Doctor Online (Single)
- 2001: Need You Like A Drug (Single)
- 2003: Famous Last Words (Single)
- 2007: Doppelganger I Love You (Single)
- 2007: I'm Yours To Lose (Single)

## Video's
- 2000: Clone Your Lover
- 2001: Doctor Online
- 2003: Erotic Saints
- 2007: Doppelganger I Love You